# البوذية في باكستان

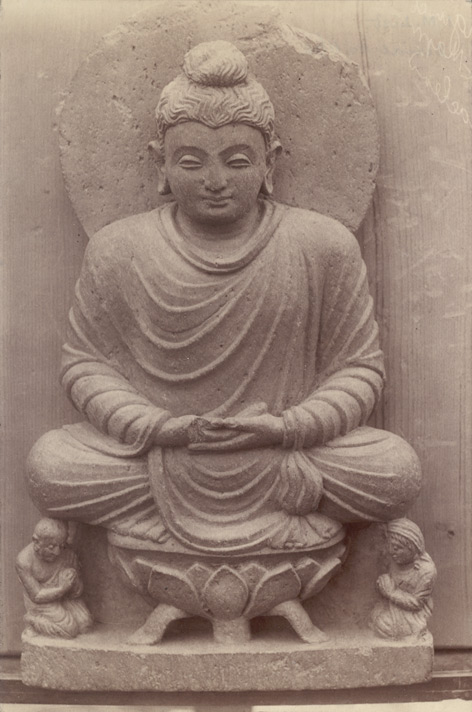

وصلت البوذية إلى باكستان قبل نحو 2300 سنة تحت حكم الملك الماوري أشوكا. لعبت البوذية دورًا رئيسًا في تاريخ باكستان — التي كانت أرضها جزءًا من الإمبراطوريات البوذية السائدة مثل المملكة الهندية الإغريقية والإمبراطورية الكوشانية والإمبراطورية الماورية تحت حكم أشوكا، وإمبراطورية بالا.
في عام 2012، حدّدت السلطة الوطنية للتسجيل وقواعد البينات أن التعداد السكاني للبوذيين في باكستان قليل، وهو 1,492 بالغًا من حملة بطاقة الهوية الوطنية. فلا يكون العدد الكلي للبوذيين إذن أكثر من بضعة آلاف. في عام 2017، صُرّح أن عدد الناخبين البوذيين كان 1,884 ويتركز معظمهم في السند والبنجاب.
يقع المعبد البوذي الفعال الوحيد في باكستان في المنطقة الدبلوماسية في إسلام آباد، ويستعمله الدبلوماسيون البوذيين من بلدان مثر سريلانكا.

## البوذية في العصور القديمة

### المناطق

#### غلغت بلتستان
وصلت البوذية إلى هذه المنطقة من البلد في أواخر القرن السابع، وكان الناس يومئذ يعتنقون دين البون. قبل وصول الإسلام، كانت البوذية التبتية وديانة البون (إلى درجة أقل) الديانتين الرئيستين في بلتستان. قد تُرجَع البوذية إلى زمن يسبق تأسيس إمبراطورية التبت. لم يزل في المنطقة عدد من المواقع البوذية الأثرية. من هذه المواقع: صخرة منثال بوذا، وهو نقش على صخرة لبوذا على طرف قرية (قرب سكاردو)، وصخرة هنزا المقدسة. وقريب منها مواقع ملاجئ بوذية.
لم تزل بلتستان ذات أغلبية بوذية حتى القرن الخامس عشر، قبل وصول الإسلام إلى المنطقة. بعد وصول الإسلام، أسلم معظم الناس، وأصبح الحضور البوذي في المنطقة مقتصرً على المواقع الأثرية، لأن من تبقى من البوذيين ارتحلوا شرقًا إلى لداخ ذات الأغلبية البوذية.

#### غاندارا
كان معظم الناس في غاندارا الواقعة جنوب محافظة خيبر بختونخوا بوذيين. كان معظم أهل غاندارا يتبعون البوذية الماهايانية، ولكنها كانت معقلًا لبوذية الفاجرايانا أيضًا. كان وادي سوات المعروف قديمًا بأوديانا، خاضعًا لغاندارا. وفي الوادي مواقع أثرية كثيرة من الفترة البوذية. كان العالم البوذي كومارالابدا التاكسيلي بمنزلة أرياديفا وأسفاغوسا وناغارجونا.

#### أوديانا
يقال إن الحكيم البوذي بادماساسمبافا ولد في قرية قرب مدية تشاكادارا اليوم في مقاطعة دير الدنيا، إذ كانت يومها جزءًا من أوديانا. يعد بادماساسمبافا في البوذية التبتية غورو ريمبوتشي، وهو الذي أدخل البوذية الفاجرايانية إلى التبت.

#### إقليم البنجاب
كان للبوذية أتباع في إقليم البنجاب، وتعد منطقة تاكسيلا من مواقع التراث العالمي إذ تحوي أديرة بوذية وأبنية ستوبا. وكان لها أتباع في مناطق السند أيضًا.

#### السند
المناطق البوذية في السند كثيرة ولكن لا يُحافظ عليها، وهي على درجات متنوعة من التشوه. من المواقع البوذية في براهماناباد: مقاطعة مانسورا سانغار، ستوبا بوذية في موهن جو دارو، سيراه جي تاكري قرب روهري، سوكور، كاهو جو دارو في ميربور خاس، ناواب شاه، سوديران جو ثول قرب حيد أباد، ستوبا ثول مير روكان، ستوبا ثول هايرو خان، والستوبات المربعة في باليل شاه ثول (القرن الخامس إلى السابع بعد الميلاد) في دادو، و البرج البوذي في كوت بامبهان ثول قرب تاندو محمد خان. تعرض في متحف تشاتراباتي شيفاجي في مومباي كثير من التماثيل البوذية والبلاطات الطينية من كاهو جو دارو.

#### بلوشستان
روى الرحالة الصيني البوذي هيوين تسانغ عن كثير من المعابد البوذية في المناطق الساحلية من ماكران، بلوشستان. لم يزل إلى اليوم يمكن رؤية بقايا مدينة كهفية بوذية تسمى كهوف غودراني.

## التركيبة السكانية
ليس واضحًا وجود البوذيين الباكستانيين في باكستان الحديثة، وإن كان بعض الباكستانيين صرّح بأنه بوذي. ذكر تقرير أنهم لا يوجدون إلا في إقليم آزاد كشمير. يقال إن الطائفة النوربخشية حفظت بعض العناصر من البوذية.
حسب السلطة الوطنية للتسجيل وقواعد البينات، فقد كان في عام 2012 1,492 بوذيًّا يحمل بطاقة الهوية الوطنية. في عام 2017 زاد العدد إلى 1,884. يتركز معظمهم في السند والبنجاب. يقول تقريرٌ إن معظم البوذيين الباوريين لا يحملون بطاقة الهوية الوطنية، وإن عدد البوذيين الحقيقيين في باكستان قد يتجاوز 16 ألفًا.
في البنجاب، يعيش البوذيون في ضواحي مندي يزمان ورحيم يار خان في إقليم روهي. للبوذيين اليوم 15 مستوطنة في قرى متعددة في مندي يزمان.